# Thập niên 80 TCN
Thập niên 80 TCN hay thập kỷ 80 TCN chỉ đến những năm từ 80 TCN đến 89 TCN.